# Rondae Hollis-Jefferson
Rondae Jaquan Hollis-Jefferson (* 3. Januar 1995 in Chester, Pennsylvania) ist ein jordanisch-amerikanischer Basketballspieler, der bei den Portland Trail Blazers in der NBA unter Vertrag stand.

## Karriere

### College
Hollis-Jefferson besuchte die University of Arizona und spielte dort für die Arizona Wildcats. Nach zwei Jahren meldete er sich zur NBA-Draft an.

### NBA
In der NBA-Draft 2015 wurde Hollis-Jefferson an 23. Stelle von den Portland Trail Blazers ausgewählt und im Anschluss mit Steve Blake für Mason Plumlee zu den Brooklyn Nets transferiert. Er erlitt in seinem Rookiejahr eine Knöchelverletzung und fiel viele Spiele aus.
In seinem zweiten NBA-Jahr wurde er Starter für die Nets und in seinem dritten Jahr überzeugte er mit Karrierebestwerten von 13,9 Punkten und 6,8 Rebounds im Schnitt.

## Karriere-Statistiken

### NBA

#### Reguläre Saison
| Saison  | Team     | GP  | GS  | MPG  | FG % | 3P % | FT % | RPG | APG | SPG | BPG | PPG  |
| ------- | -------- | --- | --- | ---- | ---- | ---- | ---- | --- | --- | --- | --- | ---- |
| 2015–16 | Brooklyn | 29  | 17  | 21.2 | .457 | .286 | .712 | 5.3 | 1.5 | 1.3 | 0.6 | 5.8  |
| 2016–17 | Brooklyn | 78  | 50  | 22.6 | .434 | .224 | .751 | 5.8 | 2.0 | 1.1 | 0.6 | 8.7  |
| 2017–18 | Brooklyn | 68  | 59  | 28.2 | .472 | .241 | .788 | 6.8 | 2.5 | 1.0 | 0.7 | 13.9 |
| 2018–19 | Brooklyn | 59  | 21  | 20.9 | .411 | .184 | .645 | 5.3 | 1.6 | 0.7 | 0.5 | 8.9  |
| 2019–20 | Toronto  | 60  | 6   | 18.7 | .471 | .130 | .734 | 4.7 | 1.8 | 0.8 | 0.4 | 7.0  |
| Gesamt  | Gesamt   | 294 | 153 | 22.6 | .448 | .213 | .738 | 5.6 | 1.9 | 0.9 | 0.5 | 9.3  |

#### Play-offs
| Saison  | Team     | GP | GS | MPG  | FG % | 3P %  | FT % | RPG | APG | SPG | BPG | PPG  |
| ------- | -------- | -- | -- | ---- | ---- | ----- | ---- | --- | --- | --- | --- | ---- |
| 2018–19 | Brooklyn | 4  | 0  | 15.5 | .485 | 1.000 | .800 | 3.0 | 1.5 | 0.3 | 1.3 | 13.3 |
| 2019–20 | Toronto  | 5  | 0  | 7.8  | .400 | .000  | .750 | 2.0 | 0.6 | 0.4 | 0.2 | 2.8  |
| Gesamt  | Gesamt   | 9  | 0  | 11.2 | .465 | .500  | .788 | 2.4 | 1.0 | .3  | .7  | 7.4  |

## Nationalmannschaft
Im Juli 2023 gab der jordanische Basketballverband bekannt, dass Hollis-Jefferson für die jordanische Basketballnationalmannschaft verpflichtet wurde. Er nahm für Jordanien an der Weltmeisterschaft im August/September 2023 teil.

## Privat
Rondae Hollis-Jefferson ist Muslim.